# Terry Hornbuckle
 (novembre 2021).
Pour l’article homonyme, voir Hornbuckle.
Terry Hornbuckle, né le 2 février 1962, est un pasteur pentecôtiste du Texas (États-Unis) reconnu coupable d'avoir violé des membres de sa congrégation. Il est condamné en 2015 à 15 ans de prison. En 2020, juste avant sa sortie de prison, il est condamné à un traitement psychiatrique pour une durée indéterminée.

## Historique
Arrêté et inculpé en 2005, le pasteur Terry Hornbuckle est reconnu coupable en 2006, d'avoir drogué et violé trois femmes, dont deux anciennes membres de son église Agape Christian Fellowship, créée en 1992 à Arlington au Texas.
Terry Hornbuckle est alors un consommateur de drogue comme la méthamphétamine et utilise aussi du Viagra. Il reconnait lors des audiences de nombreuses relations sexuelles avec d'autres femmes.
À l'issue du procès il est condamné à 15 ans de prison soit : Quatorze ans pour l’agression sexuelle de Krystal Buchanan; 10 ans pour l’agression sexuelle de « Jane Doe » et 15 ans pour l’agression sexuelle de « Kate Jones ».
À la suite de cette condamnation, sa femme, Renée Hornbuckle, divorce et rouvre l'Agape Christian Fellowship mais sous un nom différent, le Destiny Pointe Christian Center.
En 2020, quelques jours avant sa libération, un jury décide que Terry Hornbuckle doit subir un traitement psychiatrique approuvé par l'État pour une durée indéterminée au Louis C. Powledge Unit (en) dans le comté d'Anderson (Texas). En effet, le jury considère que Terry Hornbuckle est une personne « charismatique et manipulatrice […] avec la volonté d'imposer ses propres désirs aux autres », l'un de ceux-ci étant d'obliger les femmes à avoir des relations sexuelles non désirées. Il suit depuis un traitement adapté aux prédateurs sexuels violents.